# Johann Jacob Froberger
Johann Jacob Froberger (Stuttgart, 18 ou 19 de maio de 1616 — 6 ou 7 de maio de 1667) foi um compositor e organista alemão do Barroco. 

## Biografia
Froberger nasceu em 1616 em Stuttgart e provavelmente recebeu suas primeiras aulas de música de seu pai e de músicos ingleses. A juventude durante a Guerra dos Trinta Anos e a perda dos pais em decorrência de uma epidemia de peste provavelmente influenciaram a personalidade do jovem músico, que se converteu ao catolicismo. Por volta de 1634 mudou-se para Viena como organista na corte de Fernando III, cargo que continuou a desempenhar com segurança em 1637, ano em que viajou a Roma para estudar com Girolamo Frescobaldi. Em Roma, ele fez amizade com Giacomo Carissimie com Athanasius Kircher, com quem se corresponderia ao longo de sua vida.
Froberger retorna a Viena em 1641 e lá permanece até 1658, frequentemente viajando em missões diplomáticas para Fernando III. Os seus passos levam-no a Roma, Mântua, Florença, Bruxelas, Dresden, Antuérpia, Londres e, sobretudo, Paris, onde viveu durante três anos (1650-1653) e associado a Louis Couperin e outros músicos franceses. Voltou novamente a Viena como organista da corte, cargo no qual permaneceu até 1658, ano em que renunciou para viver aposentado no Château de Héricourt como mestre da princesa Sybilla de Württemberg-Montbéliard. Lá ele morreu de um derrame em 1667.

## Obras
- 30 Suítes para Cravo
- Toccata da Sonarsi alla Leuatione, FbWV 106
- Tocata, FbWV 107
- Tocata, FbWV 109
- Tocata, FbWV 110
- Tocata, FbWV 112
- Toccata quinti toni, FbWV 116a
- Tocata, FbWV 130
- Fuga, FbWV 307
- Ricercare para órgão, FbWV 405
- Ricercare para órgão, FbWV 407
- Canção nº 1 para órgão, FbWV 301
- Canção nº 2 para órgão, FbWV 302
- Canção nº 3 para órgão, FbWV 303
- Canção nº 4 para órgão, FbWV 304
- Canção nº 5 para órgão, FbWV 305
- Capriccio, FbWV 502
- Capricho, FbWV 503
- Capriccio, FbWV 507
- Capricho, FbWV 508
- Capriccio, FbWV 519
- Partita (Suite), FbWV 605
- Partita (Suite), FbWV 618a
- Partita (Suite), FbWV 638
- Partita (Suite), FbWV 639
- Sarabande (trabalho para cravo), FbWV 640
- Partita (Suite), FbWV 641
- Partita (Suite), FbWV 642
- Partita (Suite), FbWV 643
- Partita (Suite), FbWV 644
- Partita (Suite), FbWV 645
- Partita (Suite), FbWV 646
- Partita dolorosa (Suite), FbWV 648
- Partita (Suite), FbWV 649
- Allemande para cravo, FbWV 650
- Partita (Suite), FbWV 651
- Partita (Suite), FbWV 652

## Exemplo de partitura
Johann Jakob Froberger: Méditation faist sur ma Mort future laquelle se joue avec discrição.

## Gravações notáveis
- Johann Jakob Froberger: Works for Harpsichord (1990). Gustav Leonhardt (harpsichord). Deutsche Harmonia Mundi RD77923
  - Uma seleção de 18 obras para cravo, concluindo com o Tombeau faict à Paris sur la mort de Monsieur Blancrocher.
- Johann Jakob Froberger: The Complete Keyboard Works (1994). Richard Egarr (órgão, cravo). Globe GLO 6022–6025
  - Organizado por manuscrito e mantém a ordem original das peças; trabalhos descobertos depois de 1994 não estão incluídos. Também inclui várias obras de outros compositores que foram anteriormente atribuídas a Froberger.
- The Unknown Works (2003/4). Siegbert Rampe (órgão, cravo, clavicórdio). MDG 341 1186-2 and 341 1195-2
  - Uma gravação de cerca de 20 obras recém-descobertas (a maioria suítes) e peças de autoria duvidosa.

- The Strasbourg Manuscript (2000). Ludger Rémy (cravo). CPO 9997502
  - Inclui quatorze suítes do recém-descoberto Manuscrito de Estrasburgo, apenas três delas conhecidas por fontes de autógrafos.
- Froberger Edition (2000–). Bob van Asperen (cravo, órgão). AE 10024, 10054, 10064, 10074 (cravo), AE 10501, AE 10601, AE 10701 (organ)
  - A série é projetada para ser em 8 partes. O Volume 4 faz uso das mais recentes descobertas dos manuscritos da Berliner Singakademie.
- Johann Jakob Froberger: Complete Music for Harpsichord and Organ (2016). Simone Stella (órgão, cravo). Caixa com 16  Brilliant Classics BC 94740
  - A partir de 2016 , esta é a gravação completa mais atualizada. Organizado por fontes; inclui obras recém-descobertas.

## Literatura
- Willi Kahl, ed. (1961). «Froberger, Johann Jakob». Neue Deutsche Biographie (NDB) (em alemão). 5. 1961. Berlim: Duncker & Humblot. pp. 642 et seq..
- Siegbert Rampe: Vorwort zur „Neuen Froberger-Ausgabe“. Bärenreiter, Kassel etc. 1993ff.
- Siegbert Rampe: Froberger. In: Musik in Geschichte und Gegenwart (MGG2), 2002, Personenteil Bd. 7/172ff.
- Bob van Asperen: „Drei Toccaten“ in der Handschrift Chigi Q.IV.25. In: „Concerto“ 224, Köln 2009, S. 34–41.
- Pieter Dirksen: Johann Jacob Froberger in Dresden. In: „Schütz-Jahrbuch“ 39 (2017), S. 20–28.
- Andreas Vejvar, Markus Grassl (Hg.): „Avec discrétion“. Rethinking Froberger. Böhlau, Wien / Köln / Weimar 2018 (= Wiener Veröffentlichungen zur Musikgeschichte, 14) [Beiträge in Deutsch und Englisch].
- Alfred Gross: „In 26 Noten-Fällen ziemlich deutlich vor Augen und Ohren geleget“. Symbolik, Abbildung und Nachahmung in Frobergers Cembalomusik. In: „Musik in Baden-Württemberg“ 25, (2019/20), S. 345–375.